# Николич, Горан (экономист)
Горан Николич (серб. Горан Николић; 2 октября 1974, Ивањица) — сербский экономист, кандидат экономических наук. 

## Образование и научная работа
Горан Николич учился в Экономическом факультете Белградского университета 1994-1998 года и потом в 2002 году защитил магистерскую диссертацию получив степень магистра. В феврале 2009 года защитил докторскую диссертацию «Структурная корректировка сербского экспорта к импортному спросу ЕС».
Профессиональную карьеру начал в марте 2001 года в Институте внешней торговли. Уже в следующем году институт этот стал Центром научных исследований Сербской торговой палаты. С 2009 года он работает в Институте европейских исследований, получив в 2021 году звание ведущего научного сотрудника.
Его научные интересы в первую очередь сосредоточены на анализе внешней торговли Сербии, включая торговлю товарами с ЕС (в связи с предыдущим, им осуществляются анализы тенденций в платежном балансе, а также режимов и движений валютных курсов).
В связи с вышеупомянутым, в свои исследования он также включает темы международной экономики и экономической истории. Николич является автором сотен научных работ и десяти книг. Его научные работы были им представлены на многих научных конференциях. Помимо прочего, он является членом Научного сообщества сербских экономистов. Особое внимание общественности вызвала его популяризация экономики в монографии «Разрушение экономических мифов» (издательство «Архипелаг» — одно из ведущих издательств Сербии).
Николич является сотрудником MAT (Макроэкономический анализ и тенденции), ведущего ежемесячного журнала экономической конъюнктуры в стране (публикуется Экономическим институтом и Торговой палатой Сербии).
В рамках международной деятельности, по приглашению Министерства торговли Китайской Народной Республики, в апреле 2018 года, он в Пекине проходил  повышение квалификации. В период с 2019 по 2024 год Николич прочитал ряд лекций и принял участие во научных конференциях в Институте экономики РАН и на Государственном экономическом факультете в Санкт-Петербурге.
В сентябре 2021 года Николич принял участие в конференции по торговой политике Западных Балкан, организованной Лондонской школой экономики. В июле 2023 года колегами Гораном и Иваном Николичами был представлен доклад о китайских инвестициях в Сербию во конференции в Ташкенте, организованной в сотрудничестве с Университетом Борнмута и Вестминстерским международным университетом.
Помимо научной работы Николич с успехами занимается журналистикой — он регулярно пишет колонки предмет которых международная экономика и политика, публикуемые в разных отечественных и региональных СМИ. Среди его постоянных занятий выделяется сотрудничество с интернет-порталом РТС OKO. 

## Наиболее важные работы
Nikolić, Goran (2020). „Does it make sense to deepen the economic cooperation of the western balkan economies?”. Economic Research-Ekonomska Istraživanja. 33: 3453—3475. doi:10.1080/1331677X.2020.1774791.
Nikolić, Goran; Nikolić, Ivan (2024). „Can Structural Indicators of Trade Explain Why EU Candidate Countries Are Integrating Slowly?”. Eastern European Economics. 62 (4): 505—527. doi:10.1080/00128775.2023.2219243.
Nikolić, Goran (2021). „Changes in the structure of trade between China and the countries of central and eastern Europe in the period after the initiation of format 17+1”. Argumenta Oeconomica: 39—61. doi:10.15611/aoe.2021.2.03.
Nikolić, G. Nikolić, I. (2021): Is there a trade convergence between Southeast European and Central European economies? ECONOMIC ANNALS, Volume LXVI, No. 231 / October – December 2021 UDC: 3.33 ISSN: 0013-3264